# Clusia tarmensis
Clusia tarmensis är en tvåhjärtbladig växtart som beskrevs av Adolf Engler. Clusia tarmensis ingår i släktet Clusia och familjen Clusiaceae. Inga underarter finns listade i Catalogue of Life.